# Amaterasu

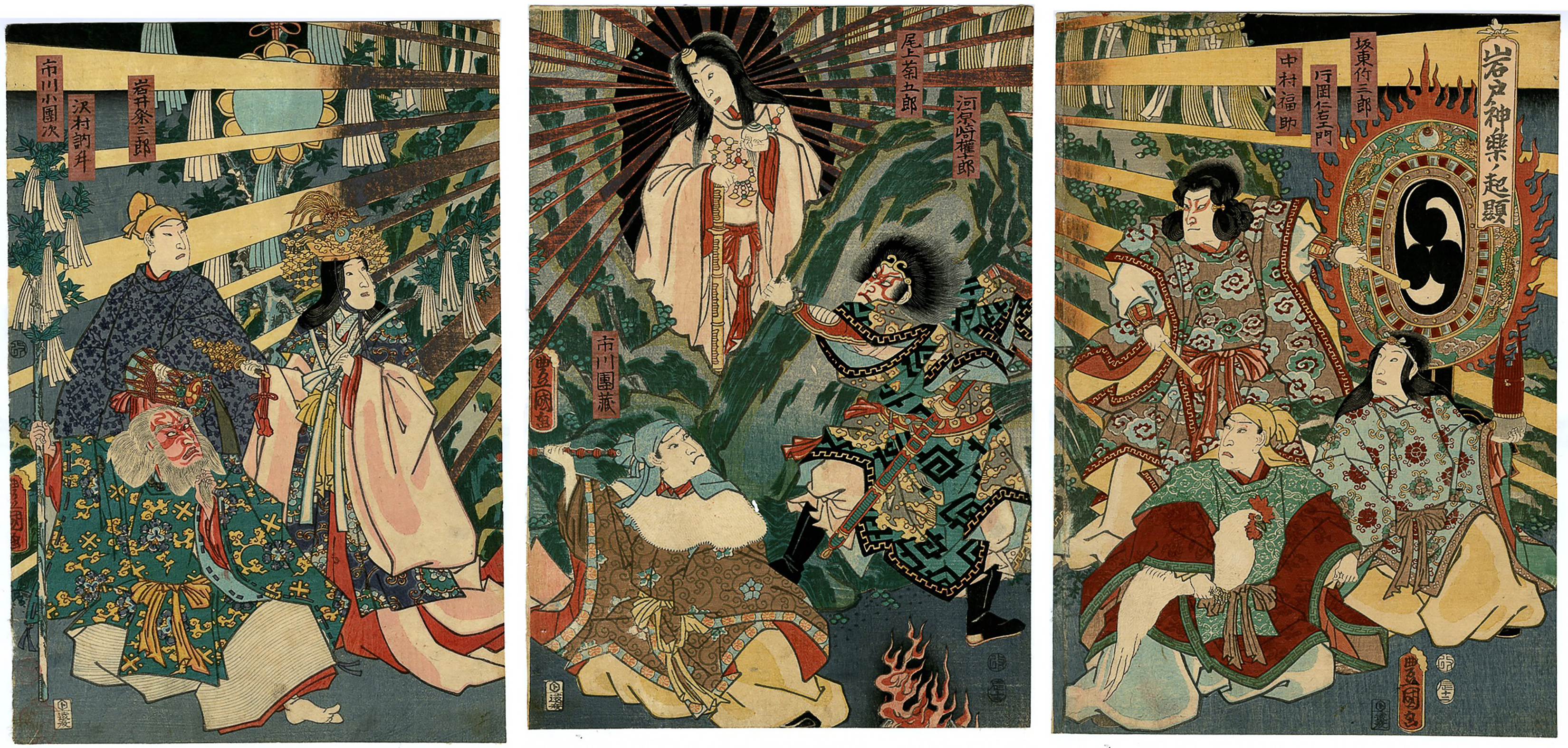
Amaterasu

Amaterasu är solens gudinna och den viktigaste kami i den japanska religionen shinto.
Amaterasu föddes ur Izanagis vänstra öga efter att han renat sig. Hon var syster till gryningsgudinnan Wakahiru-Me, stormguden Susanoo och månguden Tsukuyomi.
Efter en långvarig konflikt med sin bror Susanoo drog hon sig tillbaka till en grotta varpå hela världen förmörkades. När alla andra gudar tillsammans skulle locka henne ut ur grottan sade de att de hade hittat en gud som var ännu vackrare än hon, och mer strålande, vilket fick henne att komma ut. Då visade de hennes spegelbild. I Ise Jingū, en plats som besöks av tio miljoner pilgrimer årligen, förvaras en spegel som sägs vara den de använde tillsammans med de kejserliga regalierna. 